# WTA Swiss Open 1984
WTA Swiss Open 1984  — жіночий тенісний турнір, що проходив на відкритих кортах з ґрунтовим покриттям у Лугано (Швейцарія). Належав до Світової чемпіонської серії Вірджинії Слімс 1984. Тривав з 7 до 13 травня 1984 року. Третя сіяна Мануела Малеєва здобула титул в одиночному розряді.

## Фінальна частина

### Одиночний розряд
Мануела Малеєва —  Іва Бударжова 6–1, 6–1
- Для Малеєвої це був 1-й титул за кар'єру.

### Парний розряд
Крістіан Жоліссен /  Марселла Мескер —  Iva Budařova /  Марцела Скугерська 6–1, 6–2
- Для Жоліссен це був 2-й титул за сезон і 3-й — за кар'єру. Для Мескер це був 3-й титул за сезон і 5-й — за кар'єру.